# Oracle Challenger Series – Newport Beach 2018
Die Oracle Challenger Series – Newport Beach 2018 waren ein Tennisturnier der WTA Challenger Series 2018 für Damen sowie ein Tennisturniers der ATP Challenger Tour 2018 für Herren, welche zeitgleich vom 22. bis 28. Januar 2018 in Newport Beach stattfanden.

## Herrenturnier
Das Turnier gewann im Einzel Taylor Fritz gegen Bradley Klahn.

## Damenturnier
→ Qualifikation: Oracle Challenger Series – Newport Beach 2018/Damen/Qualifikation